# 으아리
으아리(Clematis terniflora var. mandshurica)는 미나리아재비과에 속하는 갈잎떨기나무이다. 한국·중국·극동러시아에 분포한다.

## 이름
으아리 이름의 유래는 알려져 있지 않다. 다만, 19세기 초의 책 《물명고》에 사위질빵을 이르는 어사리와 으아리를 지칭하는 우알이가 있어 전화(轉化)를 추정할 수 있다.
으아리의 줄기가 연하고 약하게 보여 쉽게 끊을 수 있을 듯하여 손으로 잡아채면, 줄기가 끊어지지 않고 살로 파고들어 아파 ‘으아~’하고 비명을 질렀다고 하여 이름이 붙었다고 한다. 또, 옛날에 사위 사랑이 남달랐던 장모가 사위에게 짐을 많이 지지 않게 하려고 약해 보이는 으아리 덩굴을 지게 끈으로 했더니 평상시보다 짐을 더 많이 지었는데도 덩굴이 끊어지지 않아 ‘으아’ 하고 놀랐다고 하여 으아리라 불렀다는 얘기도 있다.
산 속에서 으아리 꽃을 처음 만나면 그 아름다움에 감탄하여 ‘으아’하고 소리를 지른 데서 비롯된 것이라고 설명하는 학자들이 있다.

## 생태
한국 산야에 널리 분포한다. 양지나 반그늘의 기름진 흙에서 잘 자라며, 들과 산기슭에 서식한다.
길이 2m. 잎은 마주나기하며 5~7개의 소엽으로 구성된 깃모양겹잎이며 달걀꼴로 첨두, 원저 또는 넓은 예저이다. 양면에 털이 없고, 가장자리에 톱니가 없으며 잎자루는 구부러져서 흔히 덩굴손과 같은 구실을 한다.
꽃은 5월 말 ~ 9월 초에 백색으로 크기는 2 ~ 3cm로 피고 가지 끝과 잎겨드랑이에 취산꽃차례에 10 ~ 30개 달리며 꽃받침조각은 4 ~ 5개이고 길이는 1.2 ~ 2cm로 거꿀달걀상 긴 타원형이다.꽃잎은 없고 꽃받침이 마치 꽃잎처럼 보인다.
열매는 수과로, 달걀꼴이고, 흰색 털이 있으며, 길이는 4 ~ 6mm, 너비 4 ~ 6mm이고, 꼬리의 길이는 10mm이다. 8월 말 ~ 11월 초에 성숙한다. 열매에 깃털 같은 암술대가 달려있어 9월에 바람을 타고 멀리멀리 날아간다.
줄기는 목질화되지 못하고 겨울에 말라죽는다.
수염뿌리는 굵다.

### 참으아리와의 구분
덩굴성이며, 꽃이 원추꽃차례나 취산꽃차례에 달리는 것은 두 나무가 같다. 하지만, 한 꽃차례에 달리는 꽃의 수가 참으아리가 30-50개 정도로 많은 반면, 으아리는 잎겨드랑이에서는 5-10개, 가지 끝에서는 10-30개이다. 꽃의 직경이 참으아리는 1.5센티미터이고, 으아리는 2-3센티미터로 크다. 줄기, 잎, 꽃자루에 참으아리는 털이 있고, 으아리는 털이 없다.

## 쓰임새
으아리는 관상용으로 심으며, 어린잎은 나물, 뿌리는 약으로 쓴다. 약재로 쓸 때의 이름은 위령선(威靈仙)이다. 성미는 독이 없으며, 맵고 따뜻하다. 기를 잘 돌게 하고, 풍습(風濕)을 제거하고, 옆구리 사이의 적괴(積塊)를 제거하고, 통증을 멎게 하는 효능이 있다.
뿌리는 약재로 쓰이는데, 약효성분으로는 아네모닌·아네모놀 등이 알려지고 있다. 약리효과는 순환기계통에 작용하여 혈압을 내려 주며, 장관흥분작용을 나타내고, 혈당을 내려 주는 효과도 인정되고 있다. 약효는 사지신경통·요통·관절염·사지마비와 보행장애 등에 특효를 나타낸다. 최근에는 급성황달형 전염성 간염에 치유효과가 확인되었고 관절염에도 소염작용이 뛰어나다. 이밖에 안질환으로 결막염·눈다래끼 등에 쓰이고 편도선염이나 볼거리염에 소염·해열작용도 나타낸다. 민간에서는 뿌리를 캐내어 술에 담가두었다가 공복에 마셔서 신경통을 치료하기도 한다.